# ケネス・フランプトン
ケネス・（ブライアン・）フランプトン（Kenneth (Brian) Frampton, 1930年 - ）は、イングランド・サリー州ウォキング生まれの建築史家、コロンビア大学建築都市修景学部ウェア終身教授。
ギルフォード建築学校で学び、1956年ロンドンAAスクール卒業。イスラエルやダグラス・ステファン事務所で建築家として勤務。このかんロイヤル・カレッジ・オブ・アートおよびロンドンAAスクールで教鞭をとる。1972年よりコロンビア大学で教鞭をとり、1972年-82年、ピーター・アイゼンマンのニューヨーク都市建築研究所フェロー。同研究所には他に、マリオ・ガンデルソナス、レム・コールハース、マンフレッド・タフーリなどがいた。
ハル・フォスター編『反美学、ポストモダンの諸相』において「批判的地域主義」概念を提出し、『テクトニック・カルチャー、19-20世紀建築の構法の詩学』においてはさらにそれを発展させた概念の1つとして「結構」を提出した。

## 主な著作
- The Anti-aesthetic: Essays on postmodern culture  (Bay Press, 1983)
  - 『反美学、ポストモダンの諸相』 ハル・フォスターらと共著
 　室井尚+吉岡洋訳、勁草書房、1987年。
- Studies in Tectonic Culture: The Poetics of Construction in Nineteenth and Twentieth Century Architecture  (The MIT Press, Cambridge, Mass., 1997) 
  - 『テクトニック・カルチャー、19-20世紀建築の構法の詩学』 
　松畑強+山本想太郎訳 、TOTO出版、2002年。
- Modern Architecture: A Critical History
  - 『現代建築史』 中村敏男訳、青土社、2003年。
- 『ミース再考　その今日的意味』　デイヴィット・スペースらと共著、澤村明+EAT訳
　鹿島出版会〈SDライブラリー〉、1992年、新版：SD選書、2006年。
- 『現代建築入門』 中村敏男訳、青土社、2016年。